# Sant Josep de Cal Peret
Sant Josep de Cal Peret és una capella particular del poble de Bretui, de l'antic terme municipal de Montcortès de Pallars, i de l'actual de Baix Pallars, a la comarca del Pallars Sobirà.
Està situada en el mateix poble de Bretui, a la part nord-est d'aquesta petita població, a Cal Peret.